# Kiana Tom
Kiana Tom (Maui, 14 marzo 1965) è una modella, attrice e conduttrice televisiva statunitense, conosciuta soprattutto per aver creato la Kiana's Flex Appeal su ESPN.

## Televisione e film
Nel 1995, Tom creò la serie Kiana's Flex Appeal, un programma su fitness e sano stile di vita su ESPN. Il programma, di cui era anche la conduttrice, terminò nel 2001.
La Tom intraprese anche la carriera di attrice, apparendo in alcuni film e serie TV, tra i quali Universal Soldier: The Return, dove faceva parte del cast principale in un film il cui protagonista era Jean-Claude Van Damme.